# Dolmen de Lapa de Meruge
Le Dolmen de Lapa de Meruge est un dolmen situé dans la freguesia de Cambra e Carvalhal de Vermilhas (pt), sur le territoire de la municipalité de Vouzela (district de Viseu, Portugal),. 
Il ne bénéficie pas actuellement d'un classement de protection.

## Description
Des fouilles archéologiques ont été réalisés par des étudiants de l'Universidade do Algarve et de l'Universidade Nova de Lisboa, ainsi que par des bénévoles locaux de 2016 à 2018. 
Ce monument mégalithique est composé d'une chambre polygonale  de 6 orthostates et une dalle de toit de 3,2 × 2,8 m. Le tumulus recouvre la quasi-totalité du monument et les piliers du couloir d'accèssont visibles.
Une tranchée a d'abord été creusée au sud, puis le passage d'origine a été dégagé. Le passage et la chambre ont été partiellement creusés plus profondément. La zone est aujourd'hui partiellement recouverte, mais peut être observée depuis une plateforme à l'est du dolmen.
A proximité se trouvent l'Anta da Arca et le dolmen de Malhada do Cambarinho.